# Allen Knoll
Der Allen Knoll ist ein steilwandiger und 860 m hoher Eisdom auf der Trinity-Halbinsel im Norden des Grahamlands auf der Antarktischen Halbinsel. Er ragt 3 km nordwestlich des Kopfendes des Russell-West-Gletschers aus einem flachen Firnfeld auf.
Kartografisch erfasst wurde das Gebiet durch den Falkland Islands Dependencies Survey (FIDS) in den Jahren 1960 bis 1961. Das UK Antarctic Place-Names Committee benannte den Eisdom nach Keith Allen (1932–2004), Funker des FIDS in der Hope Bay zwischen 1959 und 1960.